# 栃木県災害拠点病院
栃木県災害拠点病院（とちぎけんさいがいきょてんびょういん）とは、栃木県にある災害時の救急医療の拠点となる災害拠点病院。

## 概要
県内や近県で災害が発生し、通常の医療体制では被災者に対する適切な医療を確保することが困難な状況となった場合に、栃木県知事の要請により傷病者の受け入れや医療救護班の派遣等を行う。9病院が指定されており、済生会宇都宮病院が全県域を担当し災害医療の中心となる基幹災害拠点病院、その他病院が各医療圏に対応する地域災害拠点病院となっている。

### 拠点病院の条件
- 建物が耐震耐火構造であること。
- 資器材等の備蓄があること。
- 応急収容するために転用できる場所があること。
- 応急用資器材、自家発電機、応急テント等により自己完結できること。（外部からの補給が滞っても簡単には病院機能を喪失しないこと）
- 近接地にヘリポートが確保できること。

## DMAT
2015年4月時点で、災害派遣医療チーム（DMAT）は、全ての災害拠点病院で編成されている。

## 病院一覧
| 基幹災害拠点病院 | 基幹災害拠点病院                   | 基幹災害拠点病院        | 基幹災害拠点病院                       | 基幹災害拠点病院 | 基幹災害拠点病院 |
| 3次医療圏 | 病院名                             | 住所                    | 位置                                   | DMAT             | 三次救急         |
| --- | ---------------------------------- | ----------------------- | -------------------------------------- | ---------------- | ---------------- |
| 全県域 | 済生会宇都宮病院                   | 宇都宮市竹林町911-1     | 北緯36度34分44.4秒 東経139度53分50.9秒 | ○                | 救命             |
| 地域災害拠点病院 |                                    |                         |                                        |                  |                  |
| 2次医療圏 | 病院名                             | 住所                    | 位置                                   | DMAT             | 三次救急         |
| 宇都宮 | 国立病院機構栃木医療センター       | 宇都宮市中戸祭1-10-37   | 北緯36度34分49.7秒 東経139度51分59.6秒 | ○                | -                |
| 宇都宮 | 地域医療機能推進機構うつのみや病院 | 宇都宮市南高砂町11-17   | 北緯36度28分59.9秒 東経139度52分14.9秒 | ○                | -                |
| 県西 | 上都賀総合病院                     | 鹿沼市下田町1-1033      | 北緯36度33分41.2秒 東経139度45分2.8秒  | ○                | -                |
| 県西 | 獨協医科大学日光医療センター       | 日光市森友145-1         |                                        | ○                | -                |
| 県東 | 芳賀赤十字病院                     | 真岡市中郷271           | 北緯36度26分14.3秒 東経140度0分26.3秒  | ○                | -                |
| 県南 | 自治医科大学附属病院               | 下野市薬師寺3311-1      | 北緯36度24分0.2秒 東経139度51分38秒    | ○                | 救命             |
| 県南 | 獨協医科大学病院                   | 下都賀郡壬生町北小林880 | 北緯36度28分20.5秒 東経139度49分31秒   | ○                | 救命/DH          |
| 県南 | 新小山市民病院                     | 小山市神鳥谷2251-1      |                                        |                  |                  |
| 県北 | 那須赤十字病院                     | 大田原市中田原1081-4    | 北緯36度52分54.9秒 東経140度2分14.6秒  | ○                | 救命             |
| 県北 | 国際医療福祉大学塩谷病院           | 矢板市富田77            |                                        | ○                | -                |
| 両毛 | 足利赤十字病院                     | 足利市五十部町284-1     | 北緯36度20分24.8秒 東経139度25分13.8秒 | ○                | 救命             |
| 両毛 | 佐野厚生総合病院                   | 佐野市堀米町1728        |                                        |                  |                  |
| 2022年4月時点 （凡例） 高度：高度救命救急センター、救命：救命救急センター、地域：地域救命救急センター、DH：ドクターヘリ基地病院 |                                    |                         |                                        |                  |                  |